# アレクサンダー・レズリー (第5代リーヴェン伯爵)
第5代リーヴェン伯爵および第4代メルヴィル伯爵アレクサンダー・レズリー（英語: Alexander Leslie, 5th Earl of Leven, 4th Earl of Melville、1699年頃 – 1754年9月2日）は、スコットランドの貴族、法律家、フリーメイソン。

## 生涯
第3代リーヴェン伯爵および第2代メルヴィル伯爵デイヴィッド・レズリーとアン・ウィームズ（Anne Wemyss、1675年10月18日 – 1702年1月9日、バーンティスランド卿ジェームズ・ウィームズと第3代ウィームズ女伯爵マーガレット・ウィームズの娘）の息子として、1699年頃に生まれた。1715年から1719年までライデン大学で教育を受けた。
エンサインとして衛兵隊に入る予定だったが、1719年に法廷弁護士会への入会を果たすと衛兵隊入隊を取りやめた。
1729年6月に兄ジョージの息子デイヴィッドが死去すると、リーヴェン伯爵とメルヴィル伯爵の爵位を継承した。
1734年から1753年までスコットランド民事控訴院判事（Lord of Session）を、1741年から1753年までスコットランド教会総会への勅使を、1747年から1754年までスコットランド貴族代表議員を、1754年にスコットランド警察卿（Lord of Police）の1人を務めた。
フリーメイソンの一員として、1741年から1742年までスコットランド・グランドロッジのグランドマスターを務めた。
1754年9月2日に病死、7日に埋葬された。息子デイヴィッドが爵位を継承した。

## 家族
1721年2月23日、メアリー・アースキン（Mary Erskine、1723年7月12日没、ジョン・アースキンの娘）と結婚、1男3女をもうけた。
- デイヴィッド（1722年 – 1802年） - 第6代リーヴェン伯爵、第5代メルヴィル伯爵

1726年3月21日、エリザベス・マニーペニー（Elizabeth Monypenny、1699年頃 – 1783年3月15日、デイヴィッド・マニーペニーの娘）と再婚、1男3女をもうけた。
- アン（1730年2月27日 – 1779年11月8日） - 1748年4月30日、第6代ノーセスク伯爵ジョージ・カーネギーと結婚、子供あり
- アレクサンダー（英語版）（1731年 – 1794年） - 陸軍軍人。1760年、メアリー・タリーデルフ（Mary Tullidelph、ウォルター・タリーデルフの娘）と結婚、子供あり
- メアリー（英語版）（1736年 – 1821年） - 1762年、ジェームズ・ウォーカー（James Walker）と結婚
- エリザベス（1737年7月 – 1788年4月10日） - 1767年6月10日、第2代ホープトン伯爵ジョン・ホープと結婚、子供あり